# Paradiopatra calliopae
Paradiopatra calliopae är en ringmaskart som beskrevs av Arvantidis och Koukouras 1997. Paradiopatra calliopae ingår i släktet Paradiopatra och familjen Onuphidae. Inga underarter finns listade i Catalogue of Life.